# Jüdischer Friedhof (Złotów)
Koordinaten: 53° 22′ 5″ N, 17° 2′ 6″ O

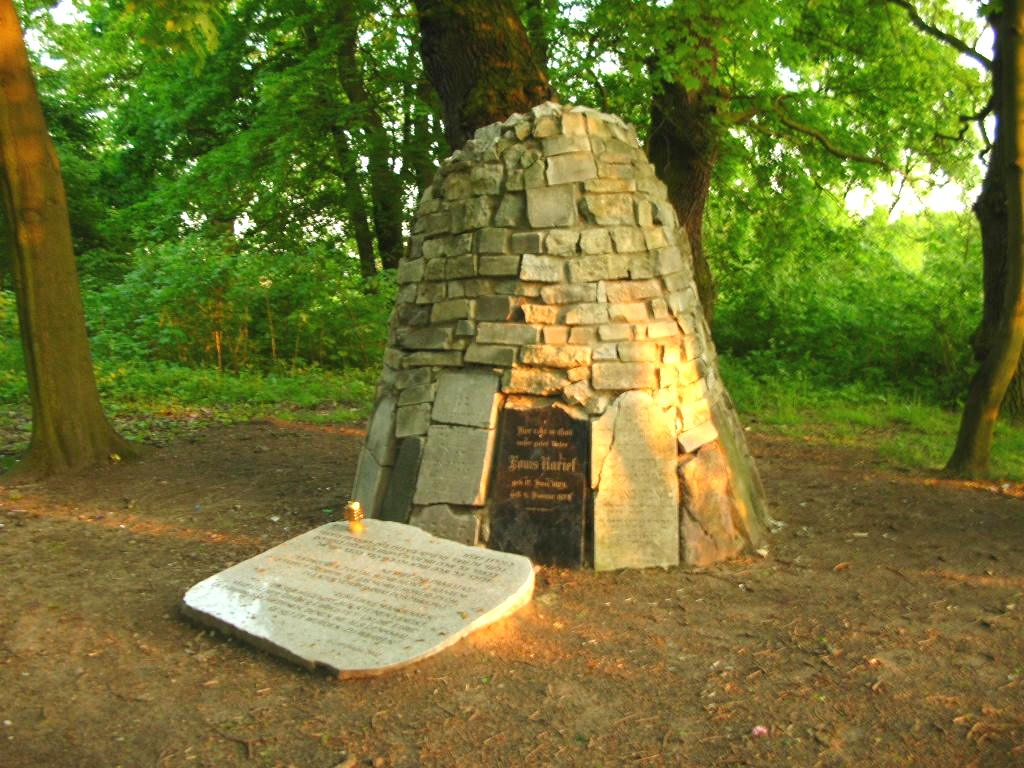
Mahnmal mit Grabsteinfragmenten auf dem jüdischen Friedhof in Złotów

Der Jüdische Friedhof in Złotów (deutsch Flatow), einer Stadt in Polen in der Woiwodschaft Großpolen, wurde vermutlich in der zweiten Hälfte des 16. Jahrhunderts errichtet. 
Der Jüdische Friedhof wurde im Jahr 1940 zum letzten Mal belegt. Der Friedhof wurde in der Zeit des Nationalsozialismus verwüstet und die Grabsteine wurden für den Straßenbau genutzt.